# Israels U/19-fodboldlandshold
Israels U/19&U/20-fodboldlandshold er Israels landshold for fodboldspillere, som er under 19 år og administreres af Israels fodboldforbund.